# Andrés Souper
Andrés Souper de la Cruz (Nueva York, Estados Unidos, 6 de mayo de 1999) es un futbolista estadounidense de origen chileno. Juega de volante y su equipo actual es Deportes Antofagasta de la Liga de Ascenso.

## Trayectoria
Nacido en Estados Unidos debido aChiledres por motivos la York, donde vivió hasta los 2 años de edad. Souper se integró de las inferiores de Universidad Católica, en donde fue fundamental en la obtención del Torneo de Clausura 2016 obtenido por la Sub-17 cruzada dirigida por Patricio Ormazábal. Su rendimiento llamó la atención de Mario Salas, quien lo citó para el último partido del Torneo de Transición 2017 ante Deportes Antofagasta, sin ver minutos.
Tras permanecer entrenando con el primer equipo cruzado bajo la dirección técnica de Beñat San José, en julio de 2018 es cedido a  Deportes Valdivia de la Primera B, donde tiene su debut profesional. La temporada siguiente, es cedido a Deportes Puerto Montt de la misma división, donde tiene una destacada campaña, que lo lleva a ser nominado a la selección sub-23 chilena.
En 2020 nuevamente es cedido, esta vez a Deportes Antofagasta de la Primera División. Debido a su buen nivel, el CDA ejecutó una opción de compra por sus derechos en diciembre de 2020.
En diciembre de 2022, Andrés Souper se va cedido a Magallanes, equipo recién ascendido a la Primera División.

## Estadísticas
| Club                          | Div.          | Temporada     | Liga  | Liga  | Copas nacionales | Copas nacionales | Torneos internacionales | Torneos internacionales | Total | Total |
| Club                          | Div.          | Temporada     | Part. | Goles | Part.            | Goles            | Part.                   | Goles                   | Part. | Goles |
| ----------------------------- | ------------- | ------------- | ----- | ----- | ---------------- | ---------------- | ----------------------- | ----------------------- | ----- | ----- |
| Deportes Valdivia · Chile     | 2.ª           |               |       |       |                  |                  |                         |                         |       |       |
| Deportes Valdivia · Chile     | 2.ª           | 2018          | 10    | 1     | —                | —                | —                       | —                       | 10    | 1     |
| Deportes Valdivia · Chile     | Total club    | Total club    | 10    | 1     | 0                | 0                | 0                       | 0                       | 10    | 1     |
| Deportes Puerto Montt · Chile | 2.ª           |               |       |       |                  |                  |                         |                         |       |       |
| Deportes Puerto Montt · Chile | 2.ª           | 2019          | 18    | 1     | 3                | 1                | —                       | —                       | 21    | 1     |
| Deportes Puerto Montt · Chile | Total club    | Total club    | 18    | 1     | 3                | 1                | 0                       | 0                       | 21    | 2     |
| Deportes Antofagasta · Chile  | 1.ª           |               |       |       |                  |                  |                         |                         |       |       |
| Deportes Antofagasta · Chile  | 1.ª           | 2020          | 23    | 5     | —                | —                | —                       | —                       | 23    | 5     |
| Deportes Antofagasta · Chile  | 1.ª           | 2021          | 8     | 0     | 2                | 0                | —                       | —                       | 10    | 0     |
| Deportes Antofagasta · Chile  | 1.ª           | 2022          | 12    | 1     | 4                | 1                | 4                       | 0                       | 20    | 2     |
| Deportes Antofagasta · Chile  | 2.ª           | 2024          | 24    | 2     | 2                | 1                | —                       | —                       | 26    | 3     |
| Deportes Antofagasta · Chile  | 2.ª           | 2025          | 1     | 0     | 3                | 1                | —                       | —                       | 4     | 1     |
| Deportes Antofagasta · Chile  | Total club    | Total club    | 68    | 8     | 11               | 3                | 4                       | 0                       | 83    | 10    |
| Magallanes · Chile            | 1.ª           | 2023          | 7     | 0     | 6                | 1                | 1                       | 0                       | 14    | 1     |
| Magallanes · Chile            | Total club    | Total club    | 7     | 0     | 6                | 1                | 1                       | 0                       | 14    | 1     |
| Total carrera                 | Total carrera | Total carrera | 103   | 10    | 20               | 5                | 5                       | 0                       | 128   | 15    |
| 1. 2. 3.                      |               |               |       |       |                  |                  |                         |                         |       |       |

## Palmarés

### Campeonatos nacionales
| Título             | Club       | País  | Año  |
| ------------------ | ---------- | ----- | ---- |
| Supercopa de Chile | Magallanes | Chile | 2023 |